# Intersport
Intersport es un minorista internacional de equipamiento deportivo con sede en Berna, Suiza. Cuenta con 5381 tiendas repartidas entre 42 países de Europa, América y Asia, siendo considerado uno de los retailers de artículos deportivos más grandes del mundo.

## Historia
Fundada en 1968 en Berna (Suiza), Intersport surgió de la alianza de diez centrales de compras nacionales para crear una organización internacional en torno a artículos deportivos. Los miembros fundadores fueron Bélgica, Dinamarca, Alemania, Francia, Italia, Países Bajos, Noruega, Austria, Suecia y Suiza. 

Con el paso de los años, otras asociaciones de todo el mundo se unieron al grupo. Desde 1983, Intersport ha desarrollado sus propias marcas deportivas, ofreciendo una amplia gama de productos a consumidores de todo el mundo.

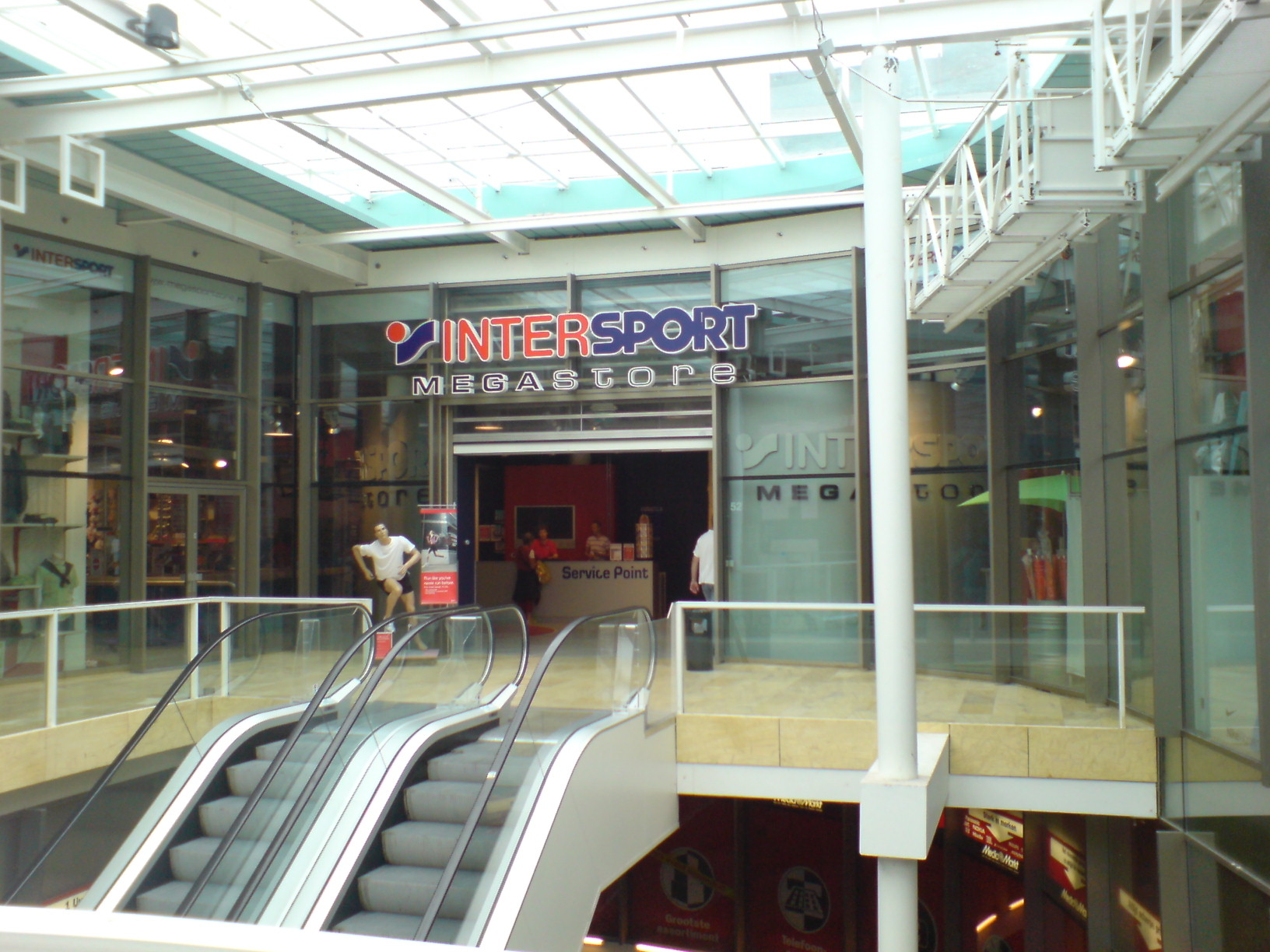
Megatienda Intersport en Groninga.

Mapa de los países donde se encuentra Intersport. De color rojo los países en que se estableció Intersport en 1968. Otros países donde Intersport se ubica en azul.

Desde su fundación, Intersport ha sido el distribuidor oficial de artículos deportivos en varios Juegos Olímpicos y ha patrocinado importantes eventos deportivos en todo el mundo.